# غراهام ماكميلان
غراهام ماكميلان (بالإنجليزية: Graham McMillan)‏ هو لاعب كرة قدم أسترالي في مركز الهجوم، ولد في 21 يناير 1936 في بريزبان في أستراليا. شارك مع منتخب أستراليا لكرة القدم. أما مع النوادي، فقد لعب مع نادي ليتون أورينت.

## وصلات خارجية
- غراهام ماكميلان على موقع الاتحاد الدولي (مؤرشف)  (الإنجليزية)
- غراهام ماكميلان على موقع ناشيونال فوتبول تيمز (الإنجليزية)
- غراهام ماكميلان على موقع اللجنة الأولمبية الدولية (الإنجليزية)
- غراهام ماكميلان على موقع أوليمبيديا (الإنجليزية)
- غراهام ماكميلان على موقع اللجنة الأولمبية الأسترالية (الإنجليزية)